# Система запитань і відповідей
Систе́ма запита́нь і ві́дповідей — тип сайтів, що дозволяє користувачам задавати питання або відповідати на вже поставлені.
Таким чином формується соціальна мережа, учасником якої може зазвичай стати кожен. Часто користувачі можуть голосувати за відповіді, виділяючи таким чином, на їхню думку, правильну. У деяких системах питань і відповідей активні користувачі, чиї відповіді отримують велику кількість голосів, отримують статус експертів, що допомагає новачкам оцінити компетентність отриманих відповідей.
Системи запитань і відповідей є яскравими представниками Web 2.0, так як їх наповненням займаються безпосередньо користувачі (user-generated content).